# Juxingita
La juxingita és un mineral de la classe dels sulfurs.

## Característiques
La juxingita és un sulfur de fórmula química Bi₆Cu₁₄₀Fe₃₀S₁₂₅. Va ser aprovada com a espècie vàlida per l'Associació Mineralògica Internacional en el mes de juliol de l'any 2024, i encara resta pendent de publicació. Cristal·litza en el sistema isomètric.
L'exemplar que va servir per a determinar l'espècie, el que es coneix com a material tipus, es troba conservat a les col·leccions del Museu Geològic de la Xina, a Pequín (República Popular de la Xina), amb el número de catàleg: GMCTM2023013.

## Formació i jaciments
Va ser descoberta al dipòsit polimetàl·lic de coure de Jiama, situat al comtat de Maizhokunggar, a Lhasa (Tibet, República Popular de la Xina). Aquesta dipòsit és l'únic indret de tot el planeta on ha estat descrita aquesta espècie mineral.